# Anita Hofmann (Musikerin)

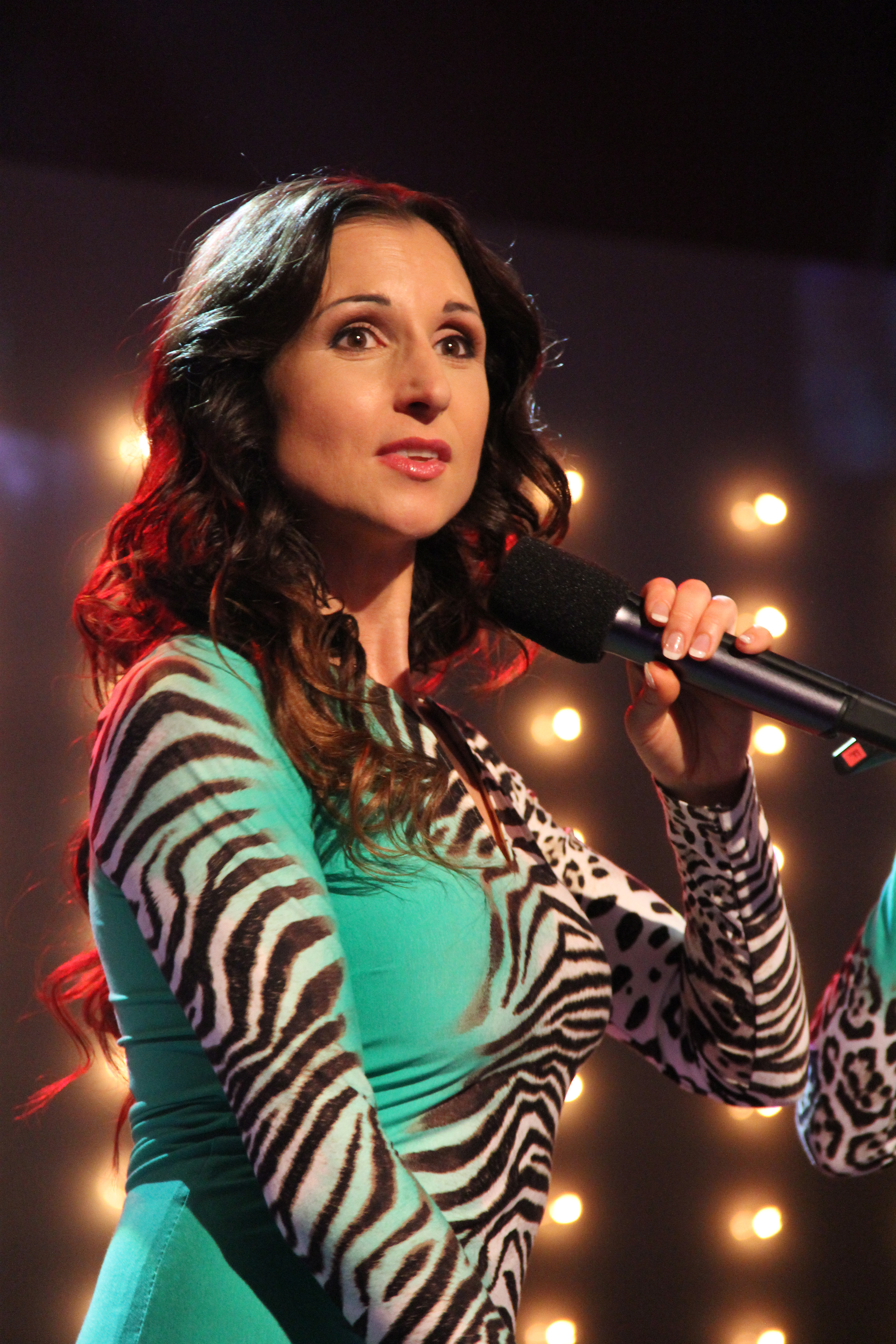
Anita Hofmann (2013)

Anita Hofmann (* 13. April 1977 in Sigmaringen) ist eine deutsche Musikerin, Schlagersängerin und Hörfunkmoderatorin.

## Biografie
Hofmann wuchs als Tochter von Josef Hofmann (1948–2023) und Elisabeth Hofmann gemeinsam mit ihrer älteren Schwester Alexandra Geiger in Jungnau auf. 1988 zog sie mit ihrer Familie nach Meßkirch, wo sie bis heute lebt.
Bereits im Kindesalter stand Hofmann gemeinsam mit ihrer Schwester im Rahmen von Talentwettbewerben auf der Bühne. Sie erlernte ab ihrem elften Lebensjahr mehrere Instrumente, darunter Trompete, Xylophon und Alphorn. Nach ihrem Schulabschluss absolvierte sie eine klassische Gesangsausbildung als Sopranistin.
Ab Mitte der 1990er-Jahre trat sie mit ihrer Schwester unter dem Namen Geschwister Hofmann auf, ab 2012 als Anita & Alexandra Hofmann. Seit Ende 2022 gehen die Schwestern beruflich getrennte Wege.
Hofmann tritt seitdem Solo auf. Im Frühjahr 2024 erschien ihr erstes Solo-Album unter dem Titel Voll auf Schlager. Im Mai 2024 erschien mit Sei einfach schön ihre Autobiografie. Sie ist zudem seit einiger Zeit als Radiomoderatorin tätig.
Seit Juli 2022 ist Hofmann mit dem Radiomoderator und Programmchef Christian Filip verheiratet.
Hofmann war laut eigener Aussage einige Jahre lang an Bulimie erkrankt.

## Diskografie
- 2024: Voll auf Schlager (Album)